# Loš početak
Loš početak je prva knjiga u seriji Niz nesretnih događaja. Knjiga je izdana 1999. godine. Potpisiva je Daniel Handler pod pseudonimom Lemony Snicket.

## Radnja
Priča počinje s troje djece koja popodne provode na pustoj plaži Briney. Njihova imena su Violeta, Klaus i Sunčica Baudelaire. Violeta je najstarija od trojke i najbolja je četrnaestogodišnja izumiteljica. Klaus je srednje dijete i ima 12 godina. Pročitao je više knjiga nego netko pročita u cijelom životu. Sunčica je najmlađa i ima samo četiri oštra zuba s kojima voli gristi sve što joj padne pod ruku. Na plaži ih posjeti prijatelj njihovih roditelja, gospodin Poe. On im objasni kako su im roditelji poginuli u požaru koji im je uništio cijeli dom.
Ubrzo budu premješteni kod svog novog skrbnika grofa Olafa. On je glumac koji živi u groznoj, prljavoj kući u kojoj se sakuplja i njegova glumačka družina. Olaf djecu tjera da čiste i kuhaju za njega, no glavni mu je cilj dobiti bogatstvo siročadi Baudelir. Preku puta njegove kuće živi Justice Strauss u čijoj kući siročad ponekad nađe utočište.
Kada shvati da bogatstvo ne može dobiti sve dok Violeta ne navrši 18 godina, Olaf pokuša ubiti siročad. Nakon neuspjelog pokušaja odluči naći drugi način da se domogne bogatstva. Shvati da se može oženiti za Violetu i tako dobiti bogatstvo. To pokuša učiniti tako što će prirediti predstavu u kojoj će on glumiti mladoženju, a Violeta mladu. Dok svi misle da je to samo predstava, Olaf će se uistinu oženiti za Violetu zato što sutkinju glumi prava sutkinja Justice Strauss koja također ništa ne sumnja.
Nakon što siročad razotkrije Olafa on izgasi svjetla i pobjegne sa svojom glumačkom družinom. No prije nego što pobjegne, u mraku dohvati Violetu i obeća joj da će se osvetiti njoj i njezinom bratu.
Nakon toga siročad Baudelaire odlaze kod svog novog skrbnika ne znajući da su upravo započeli putovanje puno očaja i tuge.